# България на Световното първенство по футбол 1934

## България в квалификациите
Група 4
- 25 март 1934 г., България – Унгария 1:4
- 25 април 1934 г., Австрия – България 6:1
- 29 април 1934 г., Унгария – България 4:1

България се отказва от участие в следващите мачове и по този начин Унгария и Австрия си гарантират участие на световното първенство като първите два отбора в Група 4.
| № | Страна   | Голове | Точки |
| - | -------- | ------ | ----- |
| 1 | Унгария  | 8:2    | 4     |
| 2 | Австрия  | 6:1    | 2     |
| 3 | България | 3:14   | 0     |